# ۳۱ اکتبر
۳۱ اکتبر سیصد و چهارمین (در سال‌های کبیسه سیصد و پنجمین) روز سال در گاه‌شماری میلادی است. ۶۱ روز تا پایان سال باقی‌است.

## رویدادها
- ۱۹۴۱ - جنگ جهانی دوم: یواس‌اس روبن جیمز، به عنوان نخستین کشتی جنگی آمریکایی در جنگ، توسط او-۵۵۲ غرق شد.
- ۲۰۱۰ - بمب‌گذاری انتحاری در کلیسایی در بغداد

## زادروزها
- ۱۸۸۰ – میخائیل تومسکی،  فعال اتحادیه‌های کارگری و سیاستمدار شوروی. [۱]
- ۱۸۸۷ – جیانگ جیه شی، رهبر سیاسی و نظامی چینی
- ۱۹۱۴ – جان هیوگن‌هالتز، طراح خودرو و طراح میدان‌های مسابقات اتومبیل‌رانی اهل هلند (د. ۱۹۹۵)
- ۱۹۴۱ – درک بل، رانندهٔ مسابقات اتومبیل‌رانی اهل انگلستان
- ۱۹۸۲ – میس حمدان، بازیگر، خواننده و مجری تلویزیونی اردنی [۲]
- ۱۹۸۸ – سباستین بوئمی، رانندهٔ مسابقات اتومبیل‌رانی اهل سوئیس

## درگذشت‌ها
- ۱۹۱۸ - اگون شیله، نقاش اتریشی. (ز. ۱۸۹۰)
- ۱۹۹۳ - ریور فینیکس، بازیگر آمریکایی (ز. ۱۹۷۰)

## مناسبت‌ها
- روز جهانی شهرها
- هالووین
- روز اصلاح در پروتستانتیسم